# Fons d'Història local de Catalunya
El Fons d'Història local de Catalunya és un catàleg bibliogràfic en línia, d'accés públic i gratuït sobre història local de Catalunya. El gener de 2019 contenia 167.690 referències.
Fa part dels serveis científicotècnics de la Universitat Autònoma de Barcelona. Va ser creat des de l'any 1987 sota la inspiració de Borja de Riquer i Permanyer dins del Servei de Documentació d'Història Local de Catalunya. Des de desembre de 2012 és administrat pel Servei d'informació bibliogràfica i de documentació d'història, llengua, literatura i art de Catalunya (Sibhil·la), que gestiona també la base de dades sobre llengua i literatura catalanes Traces.